# Tapio Wirkkala
Tapio Veli Ilmari Wirkkala (né le 2 juin 1915 à Hanko — mort le  19 mai 1985 à Helsinki) est un designer et sculpteur finlandais et une figure majeure du design de l'après-guerre.

## Biographie

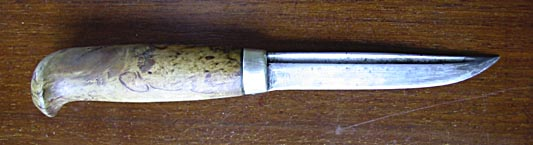
Puukko de Tapio Wirkkala.

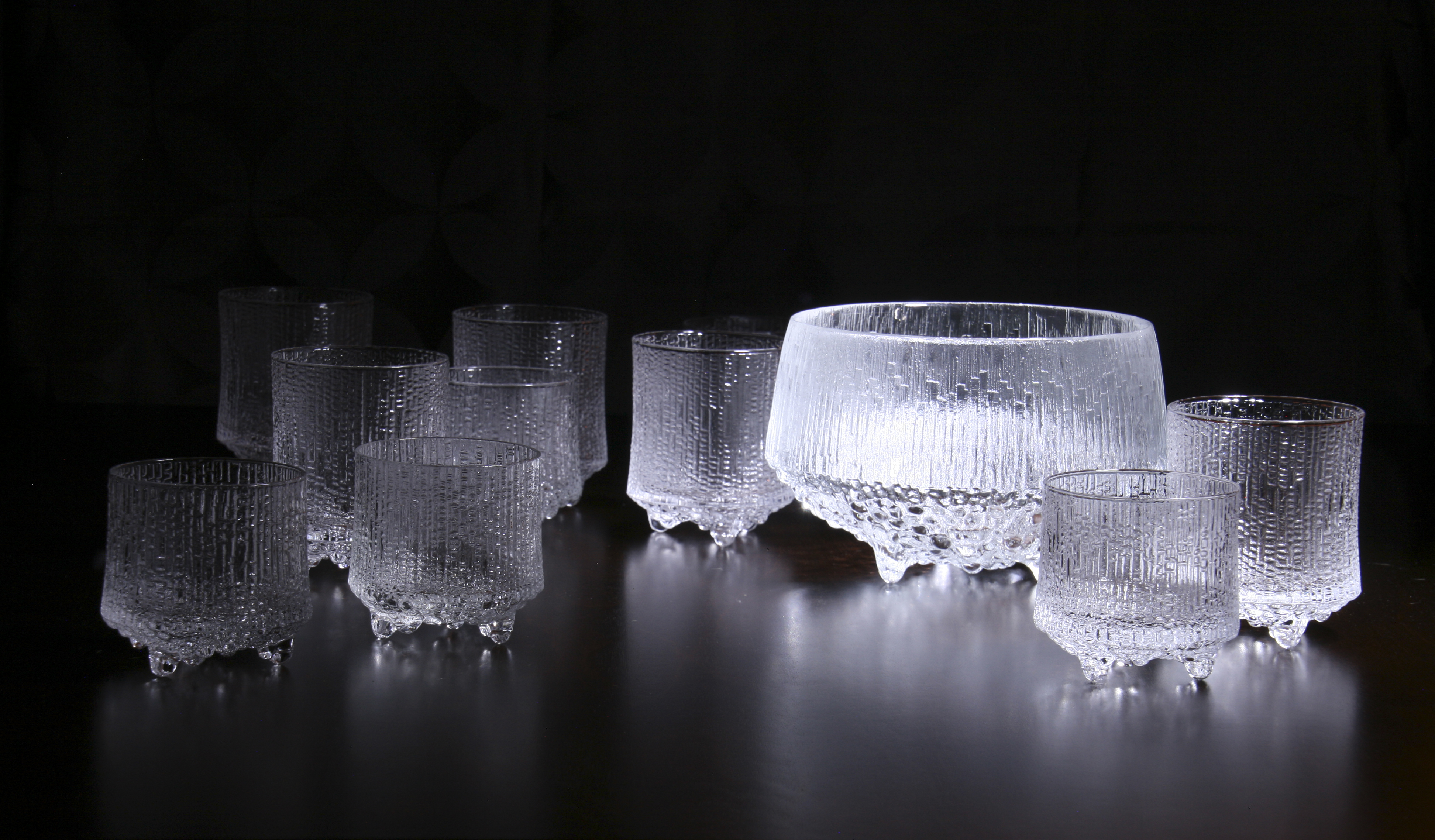
Verres Ultima Thule.

De 1933 à 1936, il suit une formation de sculpture à l'école supérieure de design industriel à Helsinki.
Il dessine les billets finlandais introduits en 1955 et la bouteille de vodka Finlandia (1970-2000).
Les récipients en verre conçus  pour Iittala sont particulièrement connus. 
Sa série de verres Ultima Thule est probablement la plus populaire.
Tapio Wirkkala est enterré sur la colline des artistes du cimetière d'Hietaniemi auprès de son épouse Rut Bryk.

## Prix et récompenses
- médaille Pro Finlandia, 1955
- Fondation culturelle finlandaise, 1968
- Membre de l'Académie de Finlande, 1972
- Médaille du Prince Eugène, 1980